# بی۲گولد
بی۲گولد (انگلیسی: B2Gold) شرکت معدن کانادایی است، که در سال ۲۰۰۷ تأسیس شد.